# Emelihter Kihleng
Emelihter Kihleng és una poeta micronèsia de Pohnpei nascuda a Guam. És la primera micronèsia en publicar una col·lecció de poesia en llengua anglesa, i és una dels pocs poetes dels Estats Federats de Micronèsia publicats.

## Biografia
Nascuda a Guam, va obtenir un màster en escriptura creativa a la Universitat de Hawaii a Mānoa el 2003, i posteriorment va ensenyar anglès com a segona llengua al College of Micronesia-FSM a Pohnpei. Més tard va rebre un doctorat en Estudis del Pacífic per la Universitat Victòria de Wellington el 2015. La seva tesi doctoral es va titular Menginpehn Lien Pohnpei: a poetic ethnography of urohs (Pohnpeian skirts).
Al maig de 2008, va publicar la seva primera col·lecció de poemes, My Urohs. L'escriptor samoà Albert Wendt va descriure la seva poesia com «refrescant, innovadora i convincent, una nova manera de veure'ns des de les nostres illes, una addició important i influent a la nostra literatura». La poeta kiribatiana Teresia Teaiwa la va descriure com «poesia etnogràfica», «exuberant amb les llengües i les imatges de Pohnpei i Micronèsia», «una nova i emocionant contribució a la literatura del Pacífic». L'escriptora samoana Sia Figiel va descriure la seva poesia com a «destorbada i obsessionada, il·luminant i tendre», «venint dels violents fils del postcolonialisme, impregnada de l'humor de l'illa», «una poderosa addició a la literatura del Pacífic». El poeta estatunidenc Mark Nowak també va elogiar el seu treball.
Kihleng va explicar que els urohs són «la peça de roba per excel·lència d'una dona pohnpeiana com a símbol de les dones pohnpeianes i la cultura pohnpeiana. Vaig escollir el títol de la col·lecció My Urohs […] perquè [. . . ] l'essència de la col·lecció com un tot [és] colorit, tràgic, bell, colonitzat i indígena al mateix temps».
Al febrer de 2009, Kihleng i el professor de la Universitat de Guam de Dr. Evelyn Flores va anunciar la seva intenció de publicar la primera antologia de la literatura de Micronèsia, demanant contribucions d'escriptors de Guam, Palau, les Illes Mariannes del Nord, Nauru, Kiribati, les Illes Marshall i els Estats Federats de Micronèsia. Kihleng va assenyalar que, mentre que la Polinèsia i la Melanèsia havien tingut un impacte notable en la literatura del Pacífic, Micronèsia encara semblava «invisible».
Segons la Universitat de Hawaii a Mānoa, «molt del seu treball és sobre la identitat pohnpeiana i la diàspora». L'Oficina d'Afers Insulars, una branca del Departament de l'Interior del govern dels Estats Units d'Amèrica, la descriu com «una de les escriptores joves més dotades del Pacífic».
Des de 2008, Kihleng viu a Guam, i, segons el govern dels Estats Units, «treballa en el Programa de Violència contra les Dones de la Universitat de Guam».